# Черенков, Иван Максимович
Ива́н Макси́мович Черенков (1918, Кондаурово, Тамбовская губерния — 23 сентября 1943, Иванковский район, Киевская область) — командир отделения разведки 205-го гвардейского стрелкового полка 70-й гвардейской стрелковой дивизии 13-й армии Центрального фронта, гвардии сержант. Герой Советского Союза.

## Биография
Родился в 1918 году в селе Кондаурово (ныне — Гавриловского района Тамбовской области). Русский. Окончил неполную среднюю школу. С 1937 года работал на авиационном заводе в Новосибирске: сборщик-клепальщик, контролёр, контрольный мастер.
В августе 1942 года призван в ряды Красной Армии Дзержинским районным военным комиссариатом Новосибирска. В боях Великой Отечественной войны с июля 1943 года. Воевал на Центральном фронте.
В гвардейский полк И. М. Черенков прибыл сержантом и стал командовать отделением пешей разведки. С того времени вылазки в тыл врага, поиски и захват «языка» стали его повседневным трудом. Талант разведчика проявился у него незадолго до Курской битвы. Тогда он захватил двух противников, которые сообщили ценные сведения о подготовке к наступлению врага на их участке. Добытые им данные всегда способствовали боевому успеху гвардейского полка, в котором служил Черенков. Так было на Сумщине при освобождении Глухова и других населённых пунктов, так было и в первой декаде сентября 1943 года, когда полк вступил на Черниговскую землю.
Выполняя приказ командования полка, И. М. Черенков первый со своим отделением появился на правом берегу реки Сейм. Там он установил, что крупные силы противников вместе с боевой техникой концентрируются у Бахмача. Штаб полка своевременно получил от него сведения о движении противника, Бахмач был взят. Пока полк вместе с другими частями дивизии очищал город от противников, И. М. Черенков с разведчиками был уже у созданного врагами опорного пункта Чесноковка.
Чтобы задержать наступающий полк, противники установили на северо-западной окраине села два орудия, создали девять пулемётных точек и усилили местный гарнизон. Установленные разведчиками данные были немедленно переданы штабу полка. Штаб приказал продолжать вести наблюдение, а при наступлении наших подразделений с фронта — поддержать атаку с тыла.
Черенков распределил среди разведчиков обязанности. Пулемётчик должен был уничтожить орудийные расчеты. Когда показались первые группы наступающего полка, по команде И. М. Черенкова был открыт огонь по врагу с тыла. Тем временем пулемётчик уничтожил вражеские орудийные расчеты. Внезапный обстрел из тыла и атака с фронта создали среди фашистов панику. Бросив оружие и раненых, они бежали. Опорный пункт Чесноковка был захвачен без потерь.
Много разгадал вражеских «головоломок» гвардии сержант И. М. Черенков. За двенадцать дней боёв на Черниговщине он и его разведчики при налётах на штабы вражеских частей захватили ещё три «языка» и около тысячи секретных документов. В двадцатых числах сентября, когда гвардейцы полка форсировали Десну, разведчики вместе со своим командиром были уже за пятьдесят километров от переднего края в районе села Старый Глыбов. Собирая разведданные, И. М. Черенков попутно изучил левый берег Днепра и определил наиболее выгодные для форсирования места. Заодно присмотрел он и причалы на правом берегу, установил огневые точки противника.
Ровно в полночь 21 сентября 1943 года десантные группы полка начали форсирование Днепра в районе села Домантово Чернобыльского района Киевской области. Первой отчалила лодка И. М. Черенкова с разведчиками, за ними — остальные гвардейцы. Черенков уверенно вёл их к местам высадки, тщательно изученным в дни наблюдений. Как только лодка уткнулась в берег, он с возгласом «Вперёд. За мной.» первый ворвался во вражескую траншею и из автомата стал расстреливать противников.
Неожиданное появление советских солдат на правом берегу, который противники считали неприступным, ошеломило их. Неся большие потери и в панике бросая оружие, они побежали ко второй линии обороны. Во время боя за первую полосу обороны И. М. Черенков лично уничтожил пятнадцать вражеских солдат и одного офицера. Гвардии старший сержант Иван Максимович Черенков погиб в боях за плацдарм 23 сентября 1943 года. Похоронен в селе Косачовка Козелецкого района Черниговской области Украины.
Указом Президиума Верховного Совета СССР от 16 октября 1943 года за мужество и героизм, проявленные при форсировании Днепра и удержании плацдарма на его правом берегу гвардии сержанту Ивану Максимовичу Черенкову посмертно присвоено звание Героя Советского Союза.
Награждён орденом Ленина, медалями «За отвагу», «За боевые заслуги». Именем Героя названа улица в Новосибирске.